# Werner Heldt
Pour les articles homonymes, voir Heldt.
Werner Heldt est un peintre allemand né à Berlin le 17 novembre 1904 et mort en octobre 1954 à Sant'Angelo sur l'île d'Ischia.

## Œuvre
Werner Heldt dessine et peint dès le début des années 1930 des fenêtres ouvertes sur le paysage urbain de Berlin. Après la guerre, il reprend ce motif et ne cesse d'en livrer de nouvelles variantes. Il introduit dans le champ de vision des objets qui, placés directement sur le bord de la fenêtre constituent parfois une barrière supplémentaire entre l'intérieur et l'extérieur, mais ceux-ci peuvent aussi être reliés les uns aux autres dans une sorte de construction plane de l'image qui amène les différents éléments à se fondre. Heldt admire Picasso, Braque et surtout Juan Gris, le cubisme le conduira au cours de la dernière période à une grande indépendance de la forme par rapport à la réalité observée. Les maisons et les rues berlinoises lui serviront constamment de thème. Dans les années 1945 à 1954 il renonce cependant systématiquement à toute couleur locale. La vue de sa ville qui n'est plus que ruines, décombres, ouvertures béantes et murs calcinés détermine l'organisation de ses tableaux à la façon de Nature morte Il transpose le paysage urbain dans des compositions dont la construction est à la fois dense et claire. Les angles des façades d'immeubles réduit à la plus simple bi-dimensionnalité, assemblage d'à-plats de figures géométriques et la rondeur d'objets indéfinissables s'accordent à un coloris simplificateur où tons chauds et tons froids, discrets, s'imbriquent.
Son œuvre tend dans les dernières œuvres des années 1954 vers la pure abstraction.